# Ilarratza

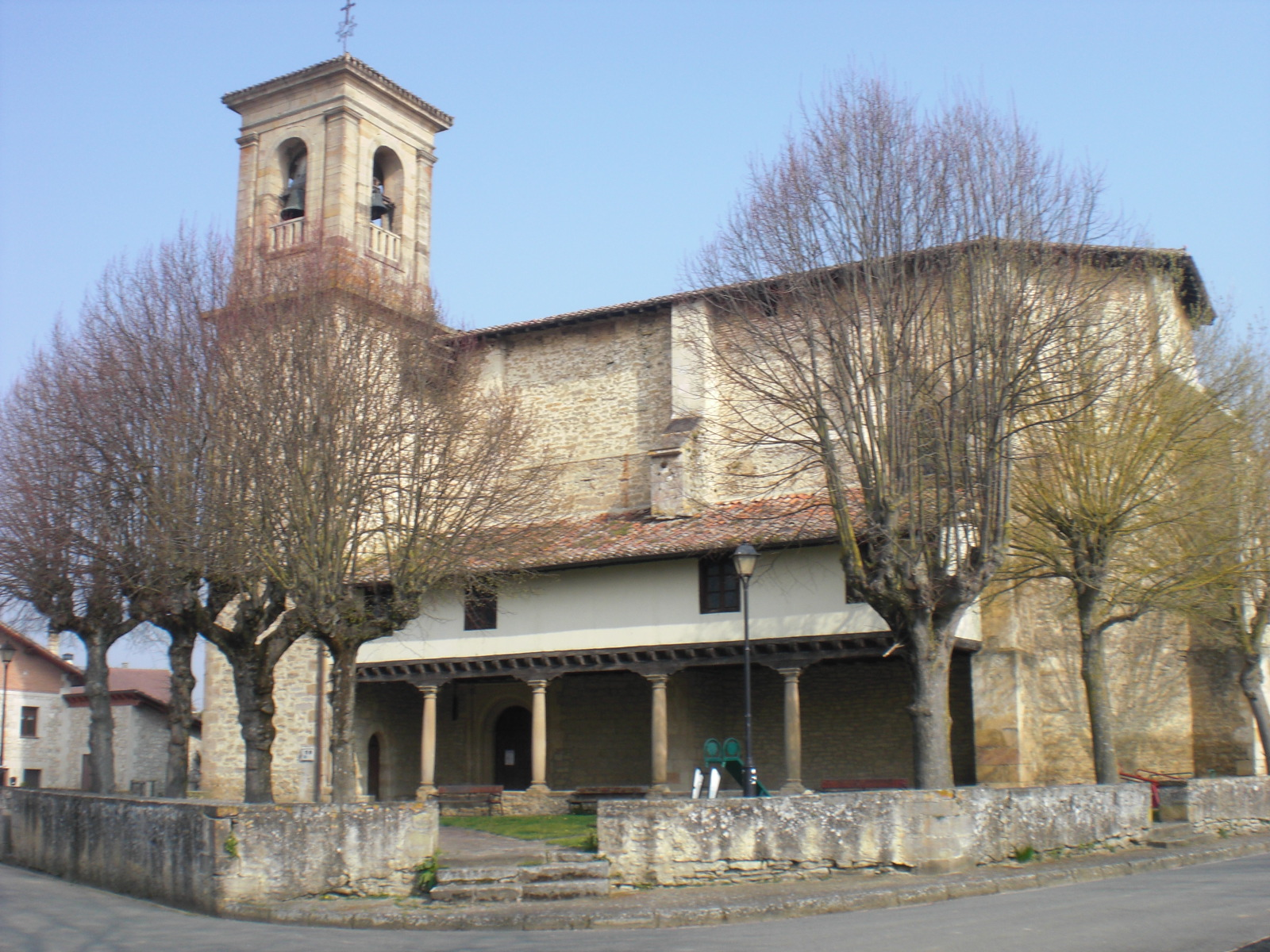
Església de Santa Eulàlia

Ilarratza (castellà Ilárraza) és un poble (concejo) de la Zona Rural Est de Vitòria, al territori històric d'Àlaba.

## Geografia
Situat al nord-est del municipi, a 521 msnm a 8 kilòmetres a l'est de Vitòria en la carretera N-104, que travessa la localitat d'on surten l'A-3010 cap a Jungitu i l'A-4107 que ens porta a Zerio. En el marge esquerre del rierol de Zerio, afluent del proper riu Dulantzi o Alegria.

## Demografia
Té una població de 95 habitants. L'any 2010 tenia 109 habitants.
| 2000 | 2001 | 2002 | 2003 | 2004 | 2005 | 2006 | 2007 |
| ---- | ---- | ---- | ---- | ---- | ---- | ---- | ---- |
| 66   | 66   | 63   | 61   | 64   | 71   | 93   | 95   |

## Història
En la Reja de San Millán apareix en la merindad d'Harhazua amb el nom d'Hillarazaha. Lloc de la hermandad de Vitoria i un dels 43 llogarets que s'uniren a Vitòria en diferents temps i ocasions i que en segregar-se en 1840 la Quadrilla d'Añana va romandre en la Quadrilla de Vitoria.

## Patrimoni monumental
- Església parroquial catòlica de Santa Eulalia, arquitectònicament la seva fabrica i portal daten del segle xvi.
- Casa blasonada dels Esquibel-Garibay.